# Petrijanec
Petrijanec je općina u Hrvatskoj.

## Zemljopis
Općina Petrijanec nalazi se u nizini na sjeveru Hrvatskog zagorja. Na zapadu graniči s općinama Cestica i Vinica, na jugu s općinama Maruševec i Vidovec, na istoku s općinom Sračinec, a na sjeveru s Republikom Slovenijom i Međimurskom županijom.

## Stanovništvo
Po popisu stanovništva iz 2011. godine, općina Petrijanec imala je 4 812 stanovnika raspoređenih u 6 naselja:
- Petrijanec: 1 429
- Majerje: 757
- Nova Ves: 895
- Družbinec: 544
- Strmec Podravski: 663
- Zelendvor: 129
- Donje Vratno: 395

| broj stanovnika | 2481  | 2786  | 3001  | 3315  | 3273  | 3694  | 3855  | 4077  | 4336  | 4408  | 4441  | 4437  | 4508  | 4676  | 4994  | 4812  | 4553  |
|                 | 1857. | 1869. | 1880. | 1890. | 1900. | 1910. | 1921. | 1931. | 1948. | 1953. | 1961. | 1971. | 1981. | 1991. | 2001. | 2011. | 2021. |

| broj stanovnika | 845   | 989   | 1063  | 1126  | 1114  | 1189  | 1247  | 1305  | 1360  | 1385  | 1408  | 1452  | 1440  | 1466  | 1464  | 1429  | 1349  |
|                 | 1857. | 1869. | 1880. | 1890. | 1900. | 1910. | 1921. | 1931. | 1948. | 1953. | 1961. | 1971. | 1981. | 1991. | 2001. | 2011. | 2021. |

## Povijest

### Petrijanec
Korijeni općine Petrijanec kao administrativno-upravne jedinice državne vlasti sežu u 19. stoljeće, kada je ona utemeljena u ondašnoj Varaždinskoj županiji i to za naselja: Petrijanec, Družbinec, Majerje, Nova Ves, Sračinec, Svibovec i Zelendvor.

### Nova Ves
Naselje koje se nalazilo zapadno od nekadašnjeg majura Banski marof zvalo se Plemenitovec i prvi puta se spominje 1398. godine u posjednim knjigama kneza Hermana Celjskog. To je bilo selište s nekoliko kuća na kojem su živjeli špan i biroši. Kako su postojala dva majura stanovnici Banskog marofa nazivali su staro naselje Stara ves. Zbog povećanja broja stanovnika i zemlje koje su dobivali od veleposjednika, gradila su se nova selišta. Za vrijeme borbi s turcima koje su u ovom kraju vodili kapetan Luka Sekelj i ban Nikola Zrinski staro naselje je bilo spaljeno, pa su se seljani naselili u novom naselju koje je dobilo ime Nova Ves. Ves je inače kajkavski naziv za selo. Početkom 16. st. u Novoj Vesi podignuta je kapela koju je dao izgraditi grof Ivan Drašković II. Kapela se tek kasnije spominje u Kanoničkim vizitacijama iz 1663 godine. Izgrađena je od viničkog kamena, a tijekom stoljeća doživjela je značajne promjene zbog različitih dograđivanja. Nekad se u blizini sela nalazio kameni stup - tabernakul nazvan "Bijeli pil" na kojem je izveden  bareljef a koji prikazuje lik  Majke  Božje s djetetom, Presveto Trojstvo, Stjepana prvomučenika i Donata mučenika, koji se danas nalazi u Gradskom muzeju u Varaždinu.

### Majerje
Današnje Majerje prvi puta se spominje u dokumentima kneza Hermana Celjskog 1398. g. kao dio posjeda grada Vinice, odnosno kao majur koji je u svom sastavu imao selište Majerska Ovčarnica. Na majuru su živjeli špan i biroši koji su čuvali i timarili stoku, dok su na majerskoj ovčarnici živjeli lovočuvari i poljari grofa Draškovića i Bombellesa, koji su se ujedno bavili uzgojem ovaca pasmine "Merino negretti". Većina stanovništva bavi se poljoprivredom i stočarstvom, dok određeni dio (većinom mlađi ljudi) radi u Varaždinskim tvornicama. Sedamdesetih godina prošlog stoljeća došlo je do naglog širenja sela, gradnjom kuća uz prometnicu Varaždin - Petrijanec. Na samom ulazu u selo nalazi se kapela koja je sagrađena 1919. godine u čast Srca Isusova, a nedaleko od nje kameni stup s kipom "trpećeg Isusa" iz 1858. godine.

### Družbinec
Prema legendi je Družbinec dobio ime po "Svetoj družini" koja je prvotno živjela u Starom Komaru i družinama biroša koje su se kasnije nastanile u današnjem Družbincu. Pretpostavlja se da je ta riječ bila povod da se naselje izvan Staroga Komara prozove Družbinec ili kako još mnogi danas govore, Ždrubinec ili Ždrubinci. Valja istaknuti da je u sredini sela postojao izvor pitke vode. U vrijeme kada nije svaka kuća imala bunare, cijelo selo je išlo po vodu na "Zvirovšćinu". Družbinec se kao naselje spominje u dokumentima veleposjednika Kneza Hermana Celjskog kojemu je pripadao grad Vinica sa svim posjedima godine 1398. Svakako da posjed u tim gradovima nije bio velik. Bio je sa svega nekoliko selišta kmetova. Najstarije kuće bile su u samoj sredini sela, tamo gdje se danas nalazi kuća Stjepana Siročića, sina pokojnog Jakoba. Družbinec s Komarom je urbano, skladno mjesto sa značajnim dijelom naprednih poljodjelaca, tvorničkih djelatnika, intelektualaca, svečenika i sveučilišnih profesora i jednog biskupa. Družbinec ima dvije manje kapelice. Jedna se nalazi na polju uz cestu koja vodi iz Petrijanca do Strmca. Ona je posvećena Majci Božjoj, a narod je zove Kapelica sv. Marije. Kapelica Presvetog Trojstva nalazi se u samom selu. Nju su podigli 1924. Ignac i Mara Hostnjak. Kao svoj prvijenac nju je ukrasio zidnim slikama Sv. Antuna pustinjaka i Bezgrešnog začeća mladi izučeni ličilac i majstor crkvenog slikarstva Josip Sukačić. U tom selu nalazi se i raspelo koje je podignuto uoči prvog svjetskog rata 1914. u čast zagovora da se njihovi sinovi sretno vrate. Danas Družbinec ima pet ulica: Dravsku, Komarsku, Livadarsku, Vrtnu i Prvomajsku.

### Strmec Podravski
Strmec Podravski je nizinsko naselje koje se počelo razvijati na prijelazu iz 15 u 16. stoljeće isto kao i dobar dio naselja na području drugih vlastelinskih posjeda. Već 1568 godine u popisu Gyulayeve imovine spominje se naselje Strmec. U matičnoj knjizi rođenih iz 1857. godine pronađen je podatak da se sadašnje naselje Strmec Podravski zvalo Stermec. Strmec je najzapadnije naselje u općini. Prema pričanju mještana stari Strmec bio je smješten na mjestu gdje je danas Šincekov brijeg, tada uz samu obalu Drave. Tamo je bilo svega nekoliko kuća. Kako je Drava često plavila zemljišta i hirovito mijenjala korito, mlinari Kišići, koji su tamo živjeli, preselili su se u sredinu sadašnjeg sela. U starom Strmcu među prvim stanovnicima bili su upravo Kišići. Na brijegu ispred sadašnje Borakove kuće, uz samu dravsku obalu, nalazio se veliki drveni križ, koji je bio postavljen u znak zaštite od poplave, za spas i čuvanje splavara. Kako je vode sve jače nadirala i trošila obalu, prijetila je opasnost da sruši i križ. Mještani su ga stoga prenijeli na novo mjesto gdje se kasnije počeo razvijati Strmec. Stanovništvo se bavi pretežito poljodjelstvom. Ima nekoliko farmi za uzgoj svinja, koza i goveda. Mlađi i srednji dio pućanstva zaposleni su u Varaždinu, a donedavno mnogi su bili zaposleni u susjednoj Sloveniji. Iz sela je potekao veći broj intelektualaca i stručnjaka s visokom i višom školskom spremom. Ima magistara znanosti, profesora, nastavnika, diplomiranih ekonomista i drugih zanimanja.

### Zelendvor
Sjeverozapadno od Nove Vesi i jugozapadno od Petrijanca uz cestu koja vodi do Ladanja, smjestio se u prekrasnom šumovitom krajoliku nekadašnji majur Zelen Dvor, a danas Zelendvor. Prve kuće i gospodarske zgrade u ovom naselju izradio je hrvatski ban Franjo Nadasdy na prijelazu 17. u 18. stoljeće. Tu je izgrađen i manji prizemni dvorac. Negdje oko 1733 godine, izrađena je kapelica posvećena Sv. Donatu koja je služila kao sakralni objekt, dok je kasnije upotrebljena kao mauzolej u kojem i oko kojeg su sahranjeni pojedini članovi obitelji Drašković i kasnije Bombelles. U 18. stoljeću grof Keglević sagradio je u Opeki prekrasan dvorac u kojem su kasnije živjeli Nadasdy, Draškovići i Bombellesi. Kako je dvorac u Zelendvoru postao premalen, a našao se i u vrlo lošem stanju Draškovići kupuju Opeku i sele se u nju, a dvorac preuređuju za stanovanje upravitelja imanja i upravu cijelog vlastelinstva.

## Poznate osobe
- Prof. Rudolf Klepač, hrvatski glazbeni umjetnik
- Monika Leskovar, violončelistica
- dr. sci. Pavel Rojko, glazbeni pedagog
- O. Selezije Mijo Škrinjar, franjevac i profesor
- O. Osvald (Stjepan) Toth Debeljak, misionar
- Vlč. Antun Posavec, svećenik
- Prof. Joža Skok, književni esejist i kritičar, antologičar i povjesnik hrvatske književnosti

## Šport
- Atletska utrka Hageman trči se od 1992.

## Vanjske poveznice
Službene stranice